# 블레오

## 1기 블레오

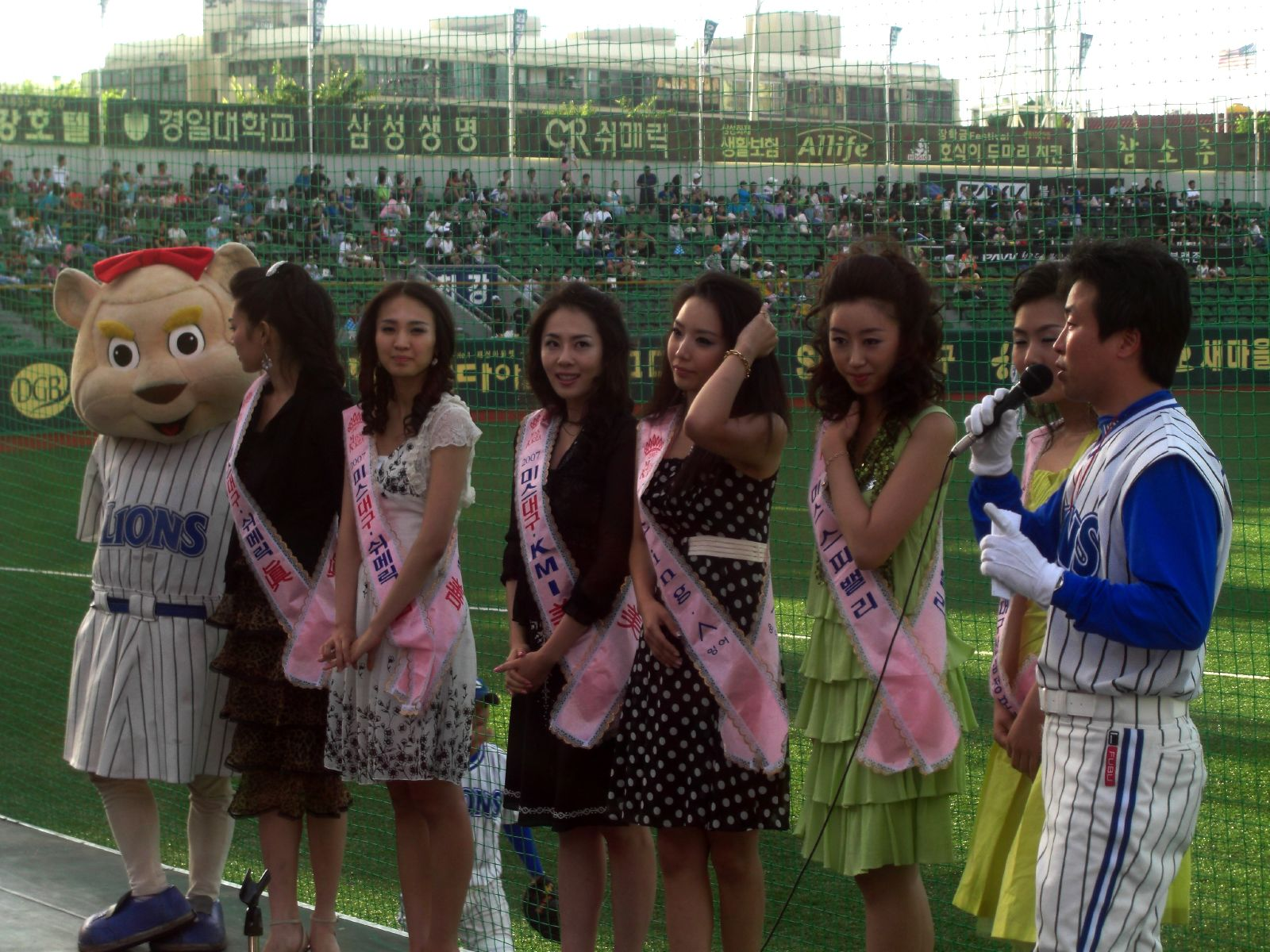
2007년 미스 대구 당선자들과 함께한 삼성 라이온즈 마스코트

블레오는 KBO 리그 삼성 라이온즈의 마스코트였다.
삼성 라이온즈의 상징인 사자를 모델로 하여 탄생하게 되었다. 총 4마리로 구성되어 있는데 수컷 2마리, 암컷 2마리로 되어 있고 수컷을 "사돌이", 암컷을 "사순이"라 부른다. 재치있으면서 다양한 퍼포먼스로 여러 야구 팬들과 선수에게 많은 인기를 끌고 있다.
2015년을 끝으로 은퇴하였고 2016년부터 삼성 라이온즈의 마스코트는 블레오 패밀리가 되었다.

## 블레오 패밀리 소개
블레오 패밀리는 기존처럼 4마리의 사자이지만 가장 왼쪽의 블레오는 아빠사자이고, 가장 오른쪽 핑크레오는 엄마사자이다. 블레오 옆의 레니는 딸이며 엄마 옆의 라온은 아들인 사자 가족이 삼성 라이온즈의 새로운 마스코트가 되었다.

#### 블레오
아빠. 블레오 행성에서 이룰 것은 모두 이룬 레전드 타자.
야구 밖에 모르는 남자였으나 아내 핑크레오를 만나고 아이들이 생기면서 인생에게 가장 중요한 목록에 야구 외에 가족이 추가됐다.

#### 핑크레오
블레오의 아내. 어린시절부터 머나먼 세계에 대해 동경을 가졌다.
그림그리는 것을 좋아하고 화가가 되는 것이 꿈이었지만 재능과 열정이 부족해 포기한 트라우마가 있다.
딸 레니가 음악하는 모습에서 자신의 예전 모습이 발견돼 걱정이 많고 말리고 싶다.
항상 당당하고, 남편 블레오가 풀이 죽으면 파이팅을 외쳐줄 수 있는 강한 성격이다

#### 레니
블레오의 딸. 세상에서 마음에 드는 일이 하나도 없다. 바보같은 친구들은 하품만 나온다.
가족들도 따분하다. 멍청한 동생은 물론이고 엄마도 잔소리도 많고 허세도 심하다고 생각하고 갈등이 심한데 내 천재적인 재능을 인정하지 않아서다.
아빠는 야구할 때만 멋있고 내 친구는 오로지 음악과 기타 뿐이다.

#### 라온
블레오의 아들. 아직 말이 서툰 아기 투수. 하지만 블레오의 피가 흐른다.
특히 천재적인 어깨를 가지고 태어났다. 어린 나이에도 시속 200km의 강속구를 던질 수 있다.
아장아장 걸어다니는 개구쟁이로 말썽을 자주 일으킨다.